# King of Pain (Loudness)
King of Pain è il ventitreesimo album in studio del gruppo heavy metal Loudness, pubblicato dalla Tokuma Japan esclusivamente per il mercato giapponese il 19 maggio 2010.
In questo album, il batterista Masayuki Suzuki sostituisce l'originario Munetaka Higuchi deceduto nel novembre 2008.

## Tracce
1. Requiem – 2:59
2. The King of Pain – 5:30
3. Power of Death – 4:21
4. Death Machine – 5:42
5. Doodlebug – 5:07
6. Rule the World – 3:11
7. Straight Out of Our Soul – 3:51
8. Where Am I Going? – 3:50
9. Emma – 5:25
10. Naraka – 3:34
11. Doctor from Hell – 4:32
12. Hell Fire – 4:19
13. #666 – 3:30
14. Never Comes – 5:02

## Formazione
- Minoru Niihara - voce
- Akira Takasaki - chitarra; voce (traccia 8 "Where am I going?")
- Masayoshi Yamashita - basso
- Masayuki Suzuki - batteria